# Bahnhof Ashibetsu
Der Bahnhof Ashibetsu (jap. 芦別駅, Ashibetsu-eki) ist ein Bahnhof auf der japanischen Insel Hokkaidō. Er befindet sich in der Unterpräfektur Sorachi auf dem Gebiet der Stadt Ashibetsu.

## Verbindungen

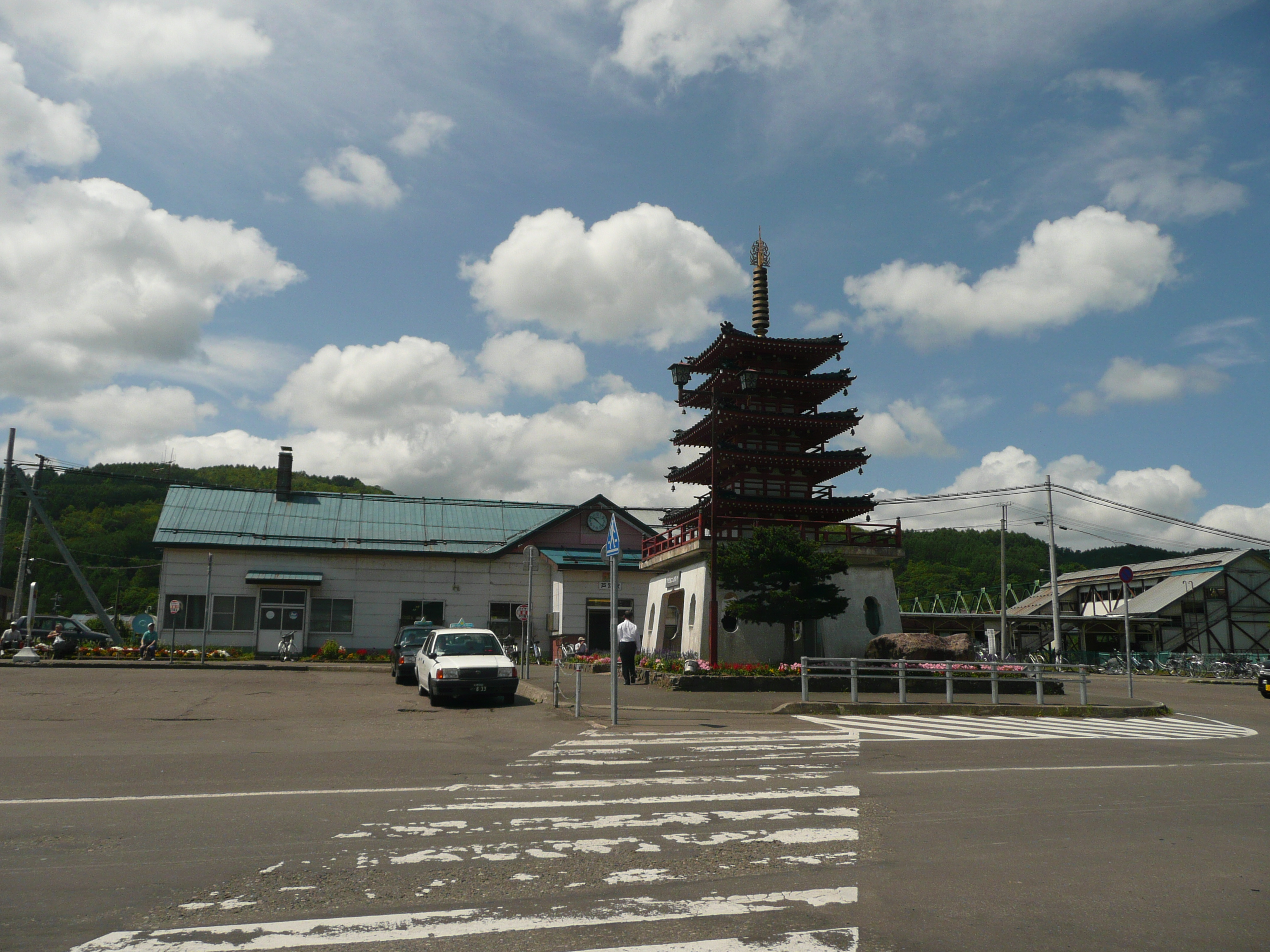
Bahnhofsgebäude vor der Renovierung (vor der Entfernung der fünfstöckigen Pagode, Juli 2008)

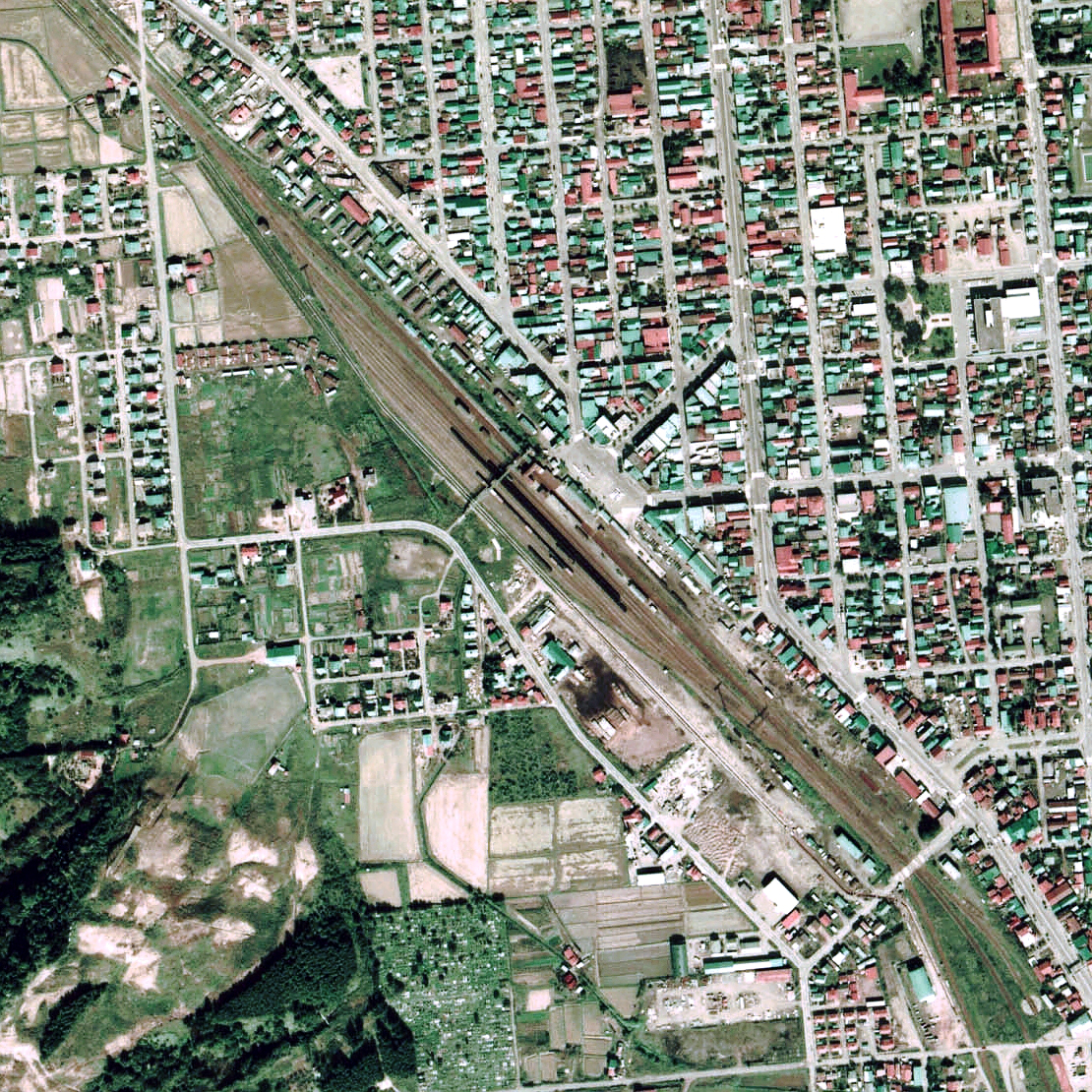
Luftansicht (1977)

Ashibetsu ist ein Zwischenbahnhof und ehemaliger Trennungsbahnhof an der Nemuro-Hauptlinie. Sie führt von Takikawa über Obihiro und Kushiro nach Nemuro und wird von der Gesellschaft JR Hokkaido betrieben. Ungefähr alle zwei Stunden verkehren Regionalzüge von Takikawa über Furano nach Shintoku. An bestimmten Tagen im Sommer hält hier auch der „Lavendel-Express“ von Sapporo nach Furano (ein Zugpaar je Tag).

## Anlage
Der Bahnhof befindet sich am Rande des Stadtzentrums und ist von Nordwesten nach Südosten ausgerichtet. Er besitzt drei Gleise, von denen zwei dem Personenverkehr dienen. Sie liegen am Hausbahnsteig und an einem Seitenbahnsteig. Letzterer ist durch eine gedeckte Überführung mit dem Empfangsgebäude an der Nordostseite der Anlage verbunden. Parallel dazu verläuft eine Fußgängerbrücke, die den Bahnhofsvorplatz mit den westlichen Stadtteilen verbindet.
Der neben dem Personenbahnhof gelegene Güterbahnhof ist nicht mehr in Betrieb und wird dem Verfall überlassen; die früheren Gleisanlagen sind überwuchert.

## Geschichte
Am 10. November 1913 eröffnete das Eisenbahnamt (das spätere Eisenbahnministerium) die Strecke von Takikawa nach Furano, wodurch zwischen Sapporo und dem Osten der Insel der lange Umweg über Asahikawa entfiel. Der Bahnhof trug zunächst den Namen Shimo-Ashibetsu (下芦別). Die neue Strecke durch das obere Sorachi-Tal ermöglichte die Erschließung eines Kohlereviers, weshalb hier auch ein Güterbahnhof entstand. Innerhalb weniger Jahre wuchs Ashibetsu zu einer Stadt mit über 70.000 Einwohnern an, entsprechend stieg auch die Bedeutung des Bahnhofs im Fernverkehr. Im Mai 1920 nahm das Unternehmen Ashibetsu Tankō eine 8 km lange Kleinbahn in Betrieb, die zu Bergwerken in einem Seitental führte. Der Mitsubishi-Konzern übernahm sie 1923 teilweise und 1928 ganz, legte sie aber bereits 1933 still.
Ebenfalls in der Region tätig war der Mitsui-Konzern. Am 25. November 1940 eröffnete er eine Nebenbahn nach Tanagawa. Die 9,1 km lange Strecke der Mitsui Ashibetsu Tetsudō diente in den ersten Jahren ausschließlich dem Kohlentransport, ab 20. Januar 1949 verkehrten dort auch Personenzüge. Zusätzlich waren von 1942 bis 1966 zwei Seilbahnen vom Bahnhof zu einem Kohlebergwerk und einer Goldmine in Betrieb. Am 1. Mai 1946 erhielt der Bahnhof seinen heutigen Namen. In den 1960er Jahren setzte der Niedergang des Kohlebergbaus ein und die Stadt begann markant zu schrumpfen. Die Mitsui Ashibetsu Tetsudō gab am 31. Mai 1972 den Personenverkehr auf.
Nach der Eröffnung der weiter südlich verlaufenden Sekishō-Linie am 1. Oktober 1981 verlor Ashibetsu im Fernverkehr massiv an Bedeutung. Aus Kostengründen stellte die Japanische Staatsbahn am 14. März 1985 die Gepäckaufgabe ein, am 1. November 1986 auch den Güterumschlag. Im Rahmen der Staatsbahnprivatisierung ging der Bahnhof am 1. April 1987 in den Besitz der neuen Gesellschaft JR Hokkaido über. JR Freight betrieb den Güterbahnhof vorerst weiter, um dort Kohleladungen der Mitsui Ashibetsu Tetsudō zu übernehmen. Die Nebenbahn wurde am 26. März 1989 auch für den Güterverkehr stillgelegt, einen Tag später schloss JR Freight den Güterbahnhof.